# خون‌گیری در آمریکای میانه
خون‌گیری یک آیین مهم در تمدن‌های باستانی آمریکای میانه، به ویژه در میان مایاها بود. در این مراسم، افراد با زخمی کردن یا سوراخ کردن بدن خود، خون خارج می‌کردند. این کار دلایل مذهبی و فرهنگی داشت. وقتی رهبران این کار را انجام می‌دادند، برای حفظ قدرت سیاسی و اجتماعی آنها بسیار مهم بود. مردم باور داشتند که خون‌گیری برای سلامتی جامعه ضروری است.
معمولاً زبان را سوراخ می‌کردند و خون را روی آمات (نوعی کاغذ) می‌ریختند و آن را می‌سوزاندند. آنها فکر می‌کردند با سوزاندن خون، آن را به خدایان تقدیم می‌کنند.برای سوراخ کردن از تیغه‌های تیز سنگی، نیش سفره ماهی یا دندان کوسه استفاده می‌کردند. گاهی هم طنابی با خار یا تیغه‌های تیز را از زبان رد می‌کردند.
باستان‌شناسان وسایل سنگی و یشمی برای این کار پیدا کرده‌اند. بعضی از آنها خیلی تیز نیستند و شاید فقط برای نمایش بوده‌اند.
محل خون‌گیری در بدن مهم بود. مثلاً خون گرفتن از اندام تناسلی برای افزایش باروری انجام می‌شد.
این مراسم معمولاً توسط رهبران و افراد مذهبی مهم و در مکان‌های عمومی مثل بالای هرم‌ها یا سکوهای بلند انجام می‌شد تا مردم ببینند. این کار نشان می‌داد که آنها با دنیای مقدس ارتباط دارند و قدرتشان را تقویت می‌کرد.
بیشتر مردان این کار را انجام می‌دادند، اما بعضی زنان مهم هم این کار را می‌کردند. در یک مقبره زنانه، وسایل این مراسم پیدا شده است.
یکی از معروف‌ترین تصاویر باستانی، یک زن به نام بانو خوک را نشان می‌دهد که طنابی خاردار را از زبانش رد می‌کند. شوهرش که پادشاه بود، کنارش ایستاده و مشعلی در دست دارد.
در همه فرهنگ‌های آمریکای مرکزی، قربانی کردن به هر شکلی که بود، معنای عمیق مذهبی و سیاسی داشت. انواع مختلف قربانی در موقعیت‌های گوناگون انجام می‌شد، از کارهای روزمره گرفته تا مراسم مهم که رهبران برای حفظ نظم اجتماعی انجام می‌دادند. قربانی کردن خون توسط حاکمان نشان‌دهنده قدرت آنها بود.
در اصل، قربانی کردن نماد تجدید نیروی خدایان و ادامه زندگی بود. این باور بر دو اندیشه مهم در فرهنگ مایا استوار بود:اول اینکه فکر می‌کردند خدایان با قربانی کردن بخشی از بدن خود، به انسان‌ها زندگی بخشیده‌اند. دوم اینکه خون انسان در باورهای آنها بسیار مهم بود و نشانه زندگی به شمار می‌رفت. 
مایاها معتقد بودند بخشی از خون انسان‌ها، در واقع خون خدایان است که آن را برای خلق انسان‌ فدا کرده‌اند. به همین دلیل، فکر می‌کردند برای حفظ نظم جهان، باید دوباره خون را به خدایان برگردانند. در واقع، حاکمان با دادن خون خود به خدایان، آنها را قدرتمند می‌کردند و در مقابل، خدایان به آنها زندگی می‌بخشیدند.